# 진주수목원역
진주수목원역(Jinju-sumogwon station, 晉州樹木園驛)은 경상남도 진주시에 위치했던 경전선의 철도역이다.
인근에 있는 도립 경상남도수목원 이용객의 편의를 위해 2007년 10월 19일부터 임시승강장의 형태로 영업을 시작했으나, 2012년 10월 23일 마산-진주 복선 개통으로 인해 영업을 시작 한 지 불과 만 5년 4일, 1832일만에 폐역되었다. 경전선 개통 이래 최단기간 영업했던 역으로 이 역에는 승강장과 역명판은 물론 화장실까지 갖춰져 있어, 역 건물이 없다는점을 제외하고는 기본적인 역 기능이 갖춰져 있었다. 정면으로는 너른 들판이, 뒤편으로는 개암리를 끼고 있다.
평소에는 경상남도수목원의 개관시간부터 폐관시간까지 하루 총 10회의 무궁화호 열차가 정차했으나, 대형 행사가 있는 경우에는 마산행 열차가 이 역을 거쳐 반성역까지 구간 연장운행을 하는 형태로 증편운행하기도 했다.
역이나 인근 시설에서는 직접적으로 승차권 취급을 하지 않았으며, 차내 승무원을 통하여 운임을 정산할 수 있었다.

## 역사
- 2007년 10월 19일 : 임시승강장으로 영업 개시[2]
- 2012년 10월 23일 : 경전선 마산-진주 복선 비전철 개통에 따라 폐역